# Luigi Magrini
Luigi Magrini (Udine, 4 maggio 1802 – 19 aprile 1868) è stato un fisico italiano.

## Biografia
Nativo di Udine, si laureò in matematica a Padova nel 1825. Fu professore al Liceo di Porta Nuova a Milano e successivamente titolare della cattedra di Fisica presso l'Istituto di Studi Superiori di Firenze. Si occupò di elettrologia, di telegrafia, di acustica e di meteorologia. Studiò con Leopoldo Nobili (1784-1835) i fenomeni elettromagnetici. Costruì e perfezionò un motore elettromagnetico e, a Parigi, fu premiato per uno strumento musicale elettromagnetico. Fra il 1859 e il 1864 si occupò, con un'apposita commissione, della raccolta e del riordino di tutti i manoscritti e degli strumenti di Alessandro Volta (1745-1827). Dal 1863 fu titolare della cattedra di fisica nella sezione di scienze fisiche e naturali dell'Istituto di Studi superiori a Firenze.

## Opere

Sulla fondazione di una società meteorologica (1862)

- Luigi Magrini, Sulla fondazione di una società meteorologica per la Lombardia, Milano, dalla Tipografia Bernardoni, 1862.